# 岩倉村 (和歌山県)
岩倉村（いわくらむら）は、和歌山県有田郡にあった村。現在の有田川町の中部、有田川の中流域、旧・金屋町中心部と二川ダムの中間付近にあたる。

## 地理
- 山岳：大鳴海山、太田岳
- 河川：有田川

## 歴史
- 1889年（明治22年）4月1日 - 町村制の施行により、川口村・谷村・岩野河村・立石村・粟生村の区域をもって発足。
- 1959年（昭和34年）1月1日 - 分割し、大字粟生が清水町、大字川口・谷・岩野河・立石が金屋町にそれぞれ編入。同日岩倉村廃止。